# نظریه فرگشتی نورواندروژنیک
نظریه فرگشتی نورواندروژنیک (انگلیسی: Evolutionary neuroandrogenic theory) چارچوبی مفهومی است که به دنبال توضیح روندهای رفتار خشونت‌آمیز و جنایتکارانه از منظر فرگشتی و بیولوژیکی است.